# Коринка (родзинки)

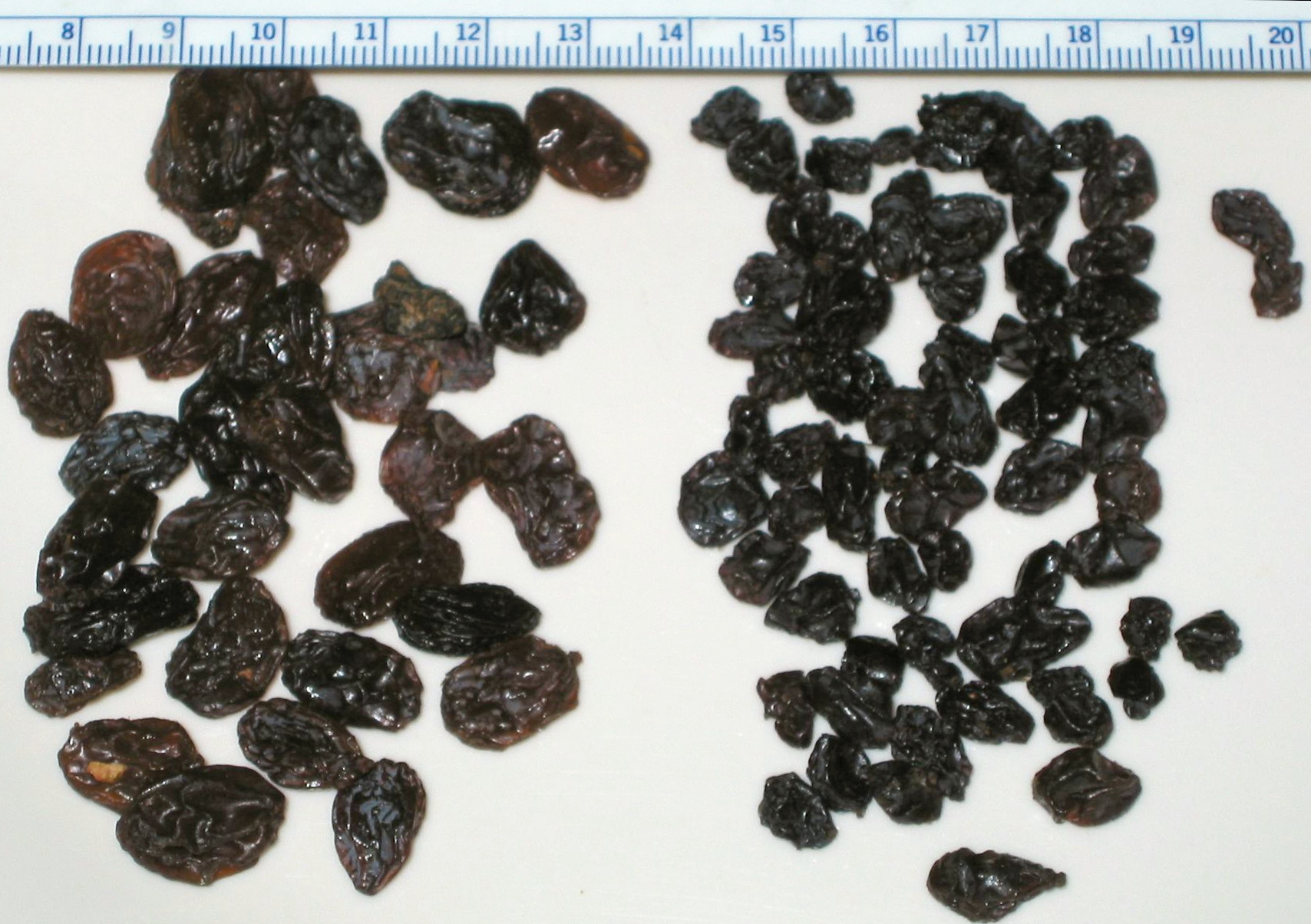
Звичайні родзинки (ліворуч) та коринка (праворуч)

Кори́нка, родзинка коринська, дрібна (фр. raisin dе Corinthe) ― родзинки з особливого сорту дрібного винограду без кісточок (кишмиш).

## Опис
Розмір висушених ягід ― 4―5 мм, колір ― темний, майже чорний або синій, а частіше ― темно-бордовий. Вміст цукру в коринці ― 65%, крім того багатий на вітаміни і залізо. Коринка здавна використовується в кондитерській промисловості. Відома в Російській імперії з кінця XVII сторіччя. У XIX — на початку XX сторіч з коринки масово виготовляли коринкове вино.
У широкому значенні під коринкою мають на увазі будь-який темний дрібний безнасінний ізюм, що в даний час як правило відносять до видів «бідану», або «шигани».

## Історія та етимологія
Коринський виноград Korinthiaki (лат. Vitis vinifera apyrena), названий по грецькому місту Коринф, і відомий також, як англ. Zante currant, за назвою іонійського острова Закінф, культивується насамперед у Греції, а також в Ірані, Туреччині, Австралії та США.
Коринфські родзинки ― один із найстаріших видів ізюму, вперше згадується Плінієм Старшим у 75 році н. е. За описом Плінія Коринфський виноград ― з маленькими соковитими ягодами з товстою шкіркою і невеликими гронами. Коринфські родзинки стали предметом європейської торгівлі в XIV-XV сторіччях, і отримав свою назву в XV сторіччі за одним з основних портів вивезення.